# Лінн (Індіана)
Лінн (англ. Lynn) — місто (англ. town) в США, в окрузі Рендолф штату Індіана. Населення — 954 особи (2020).

## Географія
Лінн розташований за координатами 40°2′55″ пн. ш. 84°56′33″ зх. д. / 40.04861° пн. ш. 84.94250° зх. д. (40.048718, -84.942455).  За даними Бюро перепису населення США в 2010 році місто мало площу 1,46 км², уся площа — суходіл.

## Демографія
Згідно з переписом 2010 року, у місті мешкало 1097 осіб у 439 домогосподарствах у складі 302 родин. Густота населення становила 750 осіб/км².  Було 498 помешкань (340/км²).
Расовий склад населення:
| - 97,7 % — білих - 0,7 % — азіатів - 0,5 % — чорних або афроамериканців - 0,1 % — корінних американців |

До двох чи більше рас належало 0,8 %. Частка іспаномовних становила 1,9 % від усіх жителів.
За віковим діапазоном населення розподілялося таким чином: 25,7 % — особи молодші 18 років, 56,4 % — особи у віці 18—64 років, 17,9 % — особи у віці 65 років та старші. Медіана віку мешканця становила 37,9 року. На 100 осіб жіночої статі у місті припадало 93,5 чоловіків;  на 100 жінок у віці від 18 років та старших — 89,1 чоловіків також старших 18 років.
Середній дохід на одне домашнє господарство  становив 42 936 доларів США (медіана — 37 031), а середній дохід на одну сім'ю — 48 413 долари (медіана — 46 250). Медіана доходів становила 41 944 долари для чоловіків та 29 583 долари для жінок. За межею бідності перебувало 18,8 % осіб, у тому числі 30,2 % дітей у віці до 18 років та 11,0 % осіб у віці 65 років та старших.
Цивільне працевлаштоване населення становило 465 осіб. Основні галузі зайнятості: виробництво — 30,1 %, освіта, охорона здоров'я та соціальна допомога — 23,7 %, роздрібна торгівля — 12,0 %, мистецтво, розваги та відпочинок — 8,4 %.